# The Exes
The Exes es una serie de televisión estadounidense creada por Mark Reismann y transmitida por TV Land desde el 30 de noviembre de 2011 hasta el 16 de septiembre de 2015.

## Argumento
Holly Franklin (Kristen Johnston) es un abogado de divorcio introduce su cliente, Stuart Gardner (David Alan Basche) a sus nuevos compañeros: otros dos hombres divorciados que comparten un apartamento en la ciudad de Nueva York, que es propietaria de acebo. Primero, Phil Chase (Donald Faison) y Haskell Lutz (Wayne Knight) tienen reservas sobre Stuart mudarse, pero Holly es justo al otro lado del pasillo para ayudar cuando las cosas empiezan a ir cuesta abajo. Aunque no pasar el rato en el apartamento, la pandilla suelen abajo en el bar local, junto con el ayudante de Holly, Eden Konkler (Kelly Stables).

## Elenco
- Donald Faison como Phil Chase.
- David Alan Basche como Stuart Gardner.
- Wayne Knight como Haskell Lutz.
- Kelly Stables como Eden Konkler.
- Kristen Johnston como Holly Franklin.

## Episodios
| Temporada | Temporada | Nº de episodios | Originalmente transmitido | Originalmente transmitido |
| Temporada | Temporada | Nº de episodios | Primera emisión           | Última emisión            |
| --------- | --------- | --------------- | ------------------------- | ------------------------- |
|           | 1         | 10              | 30 de noviembre de 2011   | 1 de febrero de 2012      |
|           | 2         | 12              | 20 de junio de 2012       | 5 de septiembre de 2012   |
|           | 3         | 20              | 19 de junio de 2013       | 26 de febrero de 2014     |
|           | 4         | 24              | 5 de noviembre de 2014    | 16 de septiembre de 2015  |